# Tuneli Cu Chija
Tuneli u saigonskom okrugu Cu Chi u Vijetnamu sagrađeni su za potrebe Viet Minha (liga za neovisnost Vijetnama) kada je pokušavao izbaciti francuske okupatorske snage iz države te stvoriti slobodni Vijetnam.

## Povijest
Smišljeni su krajem 1940-ih i izvorno su trebali biti skrovište za oružje i streljivo, no ubrzo su se pretvorili u skrovišta boraca Viet Minha. Do sredine 1960-ih i početka rata protiv američkih snaga 250 km tunela probijalo se ispod Cu Chija i okolnih područja. Jedan je čak prolazio ispod američke vojne baze na tom području.

## Karakteristike i značaj
Tuneli su mnogobrojnim borilačkim skupinama Vijetkongovaca na tom području omogućili da se međusobno povežu kada je to bilo potrebno, pa čak i da se infiltriraju u glavni grad Saigon.
Bili su iskopani čak na četiri razine, a izgradnja je bila vrlo zahtjevna – nailazilo se na zmije otrovnice, štipavce i kukce, ali se i tunele moralo dovoljno učvrstiti kako se ne bi urušili.  Ljudi su tjednima živjeli pod zemljom, ondje su se nalazile i bolnice, kuhinje, učionice, pa čak i kazalište i malo kino. Također, u ovim je tunelim osmišljena i ofenziva Tet, koja je bila jedna od prekretnica rata protiv američkih snaga.

## Tuneli danas
Danas se tuneli koriste u turističke svrhe.